# Liehittäjä
Liehittäjä är en by i Hietaniemi socken i Övertorneå kommun. Byn ligger på sjön Liehittäjäjärvis sydöstra strand, vid länsväg 795 som går mellan Västra Svartbyn och ansluter till vägen mellan Armasjärvi och Niemis.
I mars 2016 fanns det enligt Ratsit 8 personer över 16 år folkbokförda med gatuadressen Liehittäjä. I augusti 2020 har detta ökat till 10 personer.